# Rhomann Dey
Rhomann Dey es un personaje ficticio en el Universo Marvel.

## Historia de publicación
Rhomann Dey apareció por primera vez en Nova #1 (septiembre de 1976), y fue creado por Marv Wolfman y John Buscema.

## Biografía del personaje ficticio
Rhomann Dey era el líder del Cuerpo Nova de Xandar y uno de sus pocos sobrevivientes. Cuando el Señor de la Guerra Zorr atacó Xandar, devastó y mató a muchos Xandarianos incluyendo la esposa y el hijo de Dey. Dey cazó a Zorr y luchó contra él.
Sin embargo, Zorr era demasiado poderoso para Dey y lo hirió mortalmente. Dey voló a la Tierra por delante de Zorr y eligió al azar a Richard Rider como el nuevo Nova, transfiriendo su poder a él. Dey unió mentes con Rider y le explicó los nuevos poderes que ha recibido, así como la amenaza de Zorr en su planeta.
Al principio, Rider pensó que el encuentro era un sueño, pero pronto descubrió sus poderes y aceptó su papel como Nova. Mientras estaba afuera probándolos por primera vez se encontró con Zorr que estaba atacando Nueva York. Nova decidió cumplir el último deseo de Dey y derrotar a Zorr. Durante la batalla, Zorr fue teletransportado por el propio Dey. Dey mató a Zorr antes de morir, dispuesto a reunirse con su familia y amigos en la otra vida.

## Poderes y habilidades
Rhomann Dey tenía los poderes de un miembro de categoría Centurión del Cuerpo Nova.

## Otras versiones
Durante la línea de cómics de Marvel y DC Amalgam, Rhommann Dey fue combinado con Abin Sur.[cita requerida] Rhommann Sur era un extraterrestre que se estrelló al aterrizar en la Tierra, y su batería de energía verde llevó al multimillonario inventor Hal Stark a su nave, pero Stark fue herido durante el viaje con una metralla de metal atravesándole el cuerpo. Tomó la batería de poder de Rhommann y se convirtió en Iron Lantern.

## En otros medios

### Películas
- Rhomann Dey fue interpretado por John C. Reilly en la película de 2014 de Marvel Studios Guardianes de la Galaxia.[1] siendo un conocido de Star-Lord, teniendo una vez detenido este último por hurto antes de los acontecimientos de la película. Dey es parte de la escuadra de detención que responde a un altercado que implica a Star-Lord, Gamora, Rocket Raccoon y Groot en Xandar. Dey se contacta por Star-Lord que le avisa de un ataque inminente en Xandar por Ronan el Acusador. Teniendo esta información a Nova Prime, Irani Rael, Dey da fe de que pueden creer el mensaje de Star-Lord. Durante el ataque, la esposa y la hija de Dey están a punto de morir por una de las naves de Ronan, pero son salvados por Rocket. Después de la derrota de Ronan, Dey, ahora un Denarian, ve a los Guardianes recién formados con un perdón completo, así como Nova, y el primer de sus propias gracias a las acciones de los Guardianes, pero con la advertencia de que no va a ser excusado futura actividad criminal. En el montaje final de la película, se muestra Dey en volver a casa con su familia.

### Televisión
- Rhomann Dey aparece en la nueva serie de 2016, Guardians of the Galaxy:
  - En el episodio al comienzo de la primera temporada, "Orígenes", que estuvo presente con Titus cuando Drax el Destructor se entregó al Cuerpo Nova a cambio de que los alienígenas que fueron tomados prisioneros por Ronan el Acusador, los regresarán a sus propios planetas. Aparece en el episodio 11, "Vaqueros del Espacio", cuando él y el Cuerpo Nova enfrentan a los Guardianes de la Galaxia cuando fueron alertados de que estaban llevando a unos Moombas al Gran Maestro en conjunción. El testigo como Moombas abrió un portal que arrastra a los Moombas y el Milano a una zona cercana a la conjunción. Cuando los Ravagers de Yondu llevan a los Moombas explosivos cerca de Knowhere en nombre del Gran Maestro, Rhomann y el resto del Cuerpo Nova fue contactado por Cosmo el perro espacial para ayudar a los Guardianes de la Galaxia. Cosmo dijo a Rhomann acerca del Coleccionista estaba detrás del tráfico de Moombas causando a Rhomann de ponerse en contacto con el Coleccionista de esto, desautorizó ningún conocimiento de ello y se escapó. Mientras se asegura de que los Guardianes de la Galaxia transportan a los Moombas a un lugar seguro, Rhomann y el Cuerpo Nova persiguieron a los fugitivos Ravangers.
  - En la segunda temporada, episodio 7, "Lugar Correcto, Momento Equivocado", Rhomann Dey fue en un puesto del Cuerpo Nova cuando los Guardianes de la Galaxia le dan el capullo que estaba previamente en posesión de Thanos. En el episodio 16, "Nova en Mí, Nova en Ti," Rhomann Dey y los oficiales del Cuerpo Nova con él, se enfrentan a los Guardianes de la Galaxia cuando el detectó el Casco Nova Centuriano que Sam Alexander lleva puesto en el Milano. Después de ser brevemente enredado por las vigas del tractor de las naves del Cuerpo Nova, Sam se escapa con la ayuda de los Guardianes de la Galaxia. Cuando Sam y los Guardianes de la Galaxia están peleando contra J´son en la Tierra, Dey se presenta con el Cuerpo Nova donde se unen a la pelea. Siguiendo a Sam volando, J'son sube a la atmósfera donde va como Supernova por segunda vez, los Guardianes de la Galaxia se enfrentan a Dey por no mencionar que Jesse Alexander es un Nova Centuriano. Después de mencionar que tuvieron que entrenarlo al no poder quitarle el casco, Dey acepta dejar que Sam sea entrenado en la Tierra. En el episodio 22, "Solo una Broma", Dey es burlado por Quill debido a su broma al tener un cabello teñido de amarillo, que lo prohíbe al estar en Xandar, pero cuando un arma robada de Wraith está activada como una bomba, después de la revuelta de prisioneros, en saber como desactivarla hasta que fue una broma hecha por Yondu, aceptó la disculpa de Quill, al darle una dosis de su propia medicina.